# Enkelvoudige stof

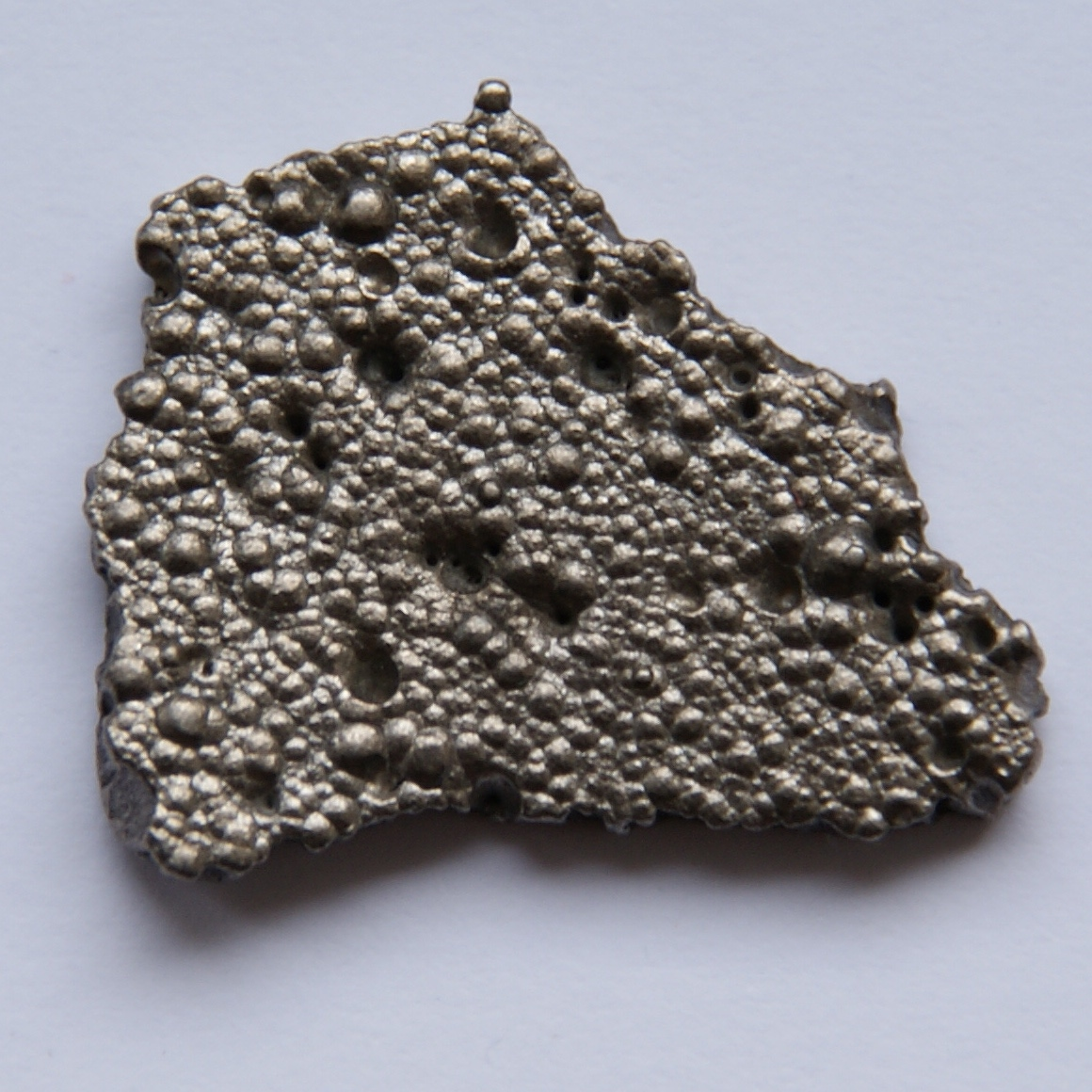
Kobalt is een metaal en dus een voorbeeld van een enkelvoudige stof

Een enkelvoudige stof is in de scheikunde een stof die bestaat uit atomen van één element. Bestaat een stof uit atomen van twee of meer elementen, dan spreekt de scheikunde van een samengestelde stof.

## Voorbeelden
Het metaal ijzer is een voorbeeld van een atomaire, enkelvoudige stof: het is opgebouwd uit een metaalrooster dat wordt gevormd door de chemische (metaal)binding tussen uitsluitend ijzeratomen.
Diamant en grafiet zijn twee allotrope vormen van het zelfde element koolstof. Zowel diamant als grafiet bestaan uit een rooster met enkel koolstofatomen die via covalente bindingen chemisch met elkaar zijn verbonden, beide zijn enkelvoudige stoffen. Zij verschillen slechts in de manier waarop de koolstofatomen in het covalente kristalrooster ('covalent netwerk') zijn gerangschikt.
Edelgassen als helium, neon, en het in de aardatmosfeer voorkomende argon zijn atomaire gasvormige enkelvoudige stoffen.  

### Enkelvoudige stoffen die moleculen vormen
Het atmosferische dizuurstof (O2) is een voorbeeld van een moleculaire, enkelvoudige stof: het is opgebouwd uit moleculen die worden gevormd door de covalente binding tussen twee identieke zuurstofatomen. Andere voorbeelden van moleculaire enkelvoudige stoffen zijn: het eveneens atmosferische distikstof (twee stikstofatomen), en diwaterstof (twee waterstofatomen). In alle drie genoemde voorbeelden gaat het om stoffen die bij kamertemperatuur gasvormig zijn. De halogenen difluor, dichloor, dibroom en di-jood behoren ook tot de enkelvoudige moleculaire stoffen. Difluor en dichloor (chloorgas) zijn gasvormig bij kamertemperatuur, dibroom vloeibaar en di-jood vast. 
Ozon (O3) is een andere enkelvoudige, gasvormige stof van het element zuurstof: ozonmoleculen worden gevormd door de chemische binding tussen drie identieke zuurstofatomen.